# Lettera a Christophe de Beaumont
Nella Lettera a Christophe de Beaumont Jean-Jacques Rousseau, difendendosi dalle accuse di aver scritto contro la fede cristiana e i suoi costumi avanzategli da Christophe de Beaumont du Repaire, arcivescovo di Parigi, traccia una sintesi dei punti fondamentali di tutto il suo pensiero, portando allo scoperto le incoerenze e le ipocrisie di quel "cristianesimo corrotto" che egli ritiene essere frutto della società e non della bontà divina.